# Harry Greb
Edward Henry Greb (Pittsburgh, 6 de junho de 1894 - Atlantic City, 22 de outubro de 1926) foi um pugilista americano, campeão mundial dos pesos-médios entre 1923 e 1926.

## Biografia
Harry Greb foi um dos boxeadores mais espetaculares da história do boxe, tendo lutando na divisão dos pesos médios e medindo apenas 1,73m de altura, gostava de duelar contra adversários muito maiores do que ele pertencentes às categorias dos meios-pesados e pesos-pesados.
Também foi um dos boxeadores a mais vezes subir ao rigue, com a maioria das fontes citando um total de 304 combates, o que faz dele o terceiro puglisita com maior número de lutas no cartel. Impressionantemente, mesmo com esse absurdo número de embates, sofreu apenas 8 derrotas, com 107 vitórias, 3 empates e 183 lutas sem um resultado oficial definido.
No entanto, talvez o fato mais incrível a respeito de Greb é que ele lutou grande parte de sua carreira cego de um olho, em decorrência de ter levado uma dedada no seu olho direito durante um combate. Greb escondeu essa sua deficiência de todos durante toda sua carreira, tendo sido capaz de passar nos exames de vista pré-combates ao memorizar as letras que lhe eram exibidas.
Veloz no seu jogo de pernas, Greb nunca mantinha-se parado diante de seus adversários, sempre atacando-os por todos os lados. Dono de uma mão pesada e capaz de desferir longas combinações de golpes, Greb era um terror para seus oponentes. Também era um mestre na luta suja, não se privando de usar com frequência cotovelos, cabeça e laços da luva para obter qualquer vantagem sobre seu adversário.
Greb debutou profissionalmente em 1913, aos 18 anos de idade, lutando primordialmente contra adversários locais nos seus três primeiros anos de carreira. No entanto, já em fins de 1915, já começava a enfrentar oponentes de maior renome tais como Tommy Gibbons e o ex-campeão mundial dos médios George Chip.
No ano de 1917 Greb subiu ao ringue em 37 oportunidades, um recorde na história do boxe, tendo obtido vitórias extra-oficiais contra importantes nomes do boxe como o ex-campeão mundial dos meios-pesados Jack Dillon e o então campeão dos meios-pesados Battling Levinsky, além de dois sucessos contra George Chip.
Nos anos seguintes manteve-se no topo de sua forma, obtendo novos êxitos contra oponentes respeitáveis, tais como Billy Miske, Bill Brennan, duas vitórias contra o futuro campeão dos meios-pesados Mike McTigue, mais cinco vitórias sobre o reinante campeão mundial dos meios-pesados Battling Levinsky, além de uma expressiva vitória por nocaute no primeiro assalto contra o peso-pesado Gunboat Smith já no final de 1920.
Em 1921, durante um embate contra Kid Norfolk, veio a acontecer a fatídica dedada no olho que viria a cegar Greb gradualmente ao longo dos anos seguintes. Não obstante, Greb seguiu fazendo história e, em 1922, conseguiu fazer o que nenhum outro homem jamais foi capaz de repetir, derrotar o então campeão americano dos meios-pesados e futuro campeão mundial dos pesos-pesados Gene Tunney. Greb ainda conseguiu defender esse seu título de campeão americano dos meios-pesados com sucesso contra o futuro campeão dos meios-pesados Tommy Loughran, antes de vir a perdê-lo para Tunney em uma revanche no princípio de 1923.
Poucos meses mais tarde, no entanto, Greb capturaria para si o título mundial dos pesos-médios ao derrotar nos pontos Johnny Wilson, em decisão unânime dos jurados. Uma vez campeão mundial, Greb defendeu seu título com sucesso em seis ocasiões, incluindo uma revanche contra o ex-campeão Johnny Wilson e uma lendária luta contra o então campeão dos meios-médios Mickey Walker 
Por fim, após quase três anos de reinado, Greb veio a perder seu título mundial em 1926 para Tiger Flowers, em uma decisão dividida dos jurados que desagradou em muito os cronistas de boxe da época, que não conseguiam ver mais do que um empate como o melhor resultado possível a favor de Flowers.
Entre 1923 e 1926, Greb também tornaria a enfrentar Tommy Loughran e Gene Tunney por diversas vezes, em um total de seis embates contra o primeiro e cinco contra Tunney. Nos duelos contra Loughran, Greb manteve vantagem amplamente favorável a seu favor, ao passo que contra  Tunney o melhor resultado obtido foi um empate.
Seis meses após perder sua condição de campeão mundial dos médios, Greb obteve uma chance de reaver seu título em uma revanche contra Flowers, no entanto Greb saiu-se com uma derrota de novo e, uma vez mais, em uma decisão dividida dos jurados. Logo após perder essa revanche Greb decidiu anunciar sua aposentadoria.
Pouco mais de dois meses após abandonar os ringues, Greb submeteu-se a uma cirurgia para correção de seu septo nasal, porém infelizmente o coração do bravo lutador não conseguiu resistir ao procedimento e, assim sendo, Harry Greb veio a falecer precocemente aos 32 anos de idade.
Em 1990, Harry Greb fez parte da primeira seleção de boxeadores que entraram para galeria dos mais distintos boxeadores de todos os tempos, que hoje estão imortalizados no International Boxing Hall of Fame.